# Günter Netzer
Günter Theodor Netzer (Mönchengladbach, 14 september 1944) is een voormalig Duits topvoetballer en topmanager. Hij speelde als aanvallende middenvelder. Daarnaast was hij dertien jaar analist bij de ARD.
Netzer speelde gedurende zijn hele jeugd bij 1. FC Mönchengladbach. In 1963 maakte hij de overstap naar stadgenoot Borussia Mönchengladbach. In het seizoen 1965/1966 begon hij daar zijn loopbaan in het betaalde voetbal, waar hij tot 1973 zou blijven. In 230 wedstrijden maakte hij 82 doelpunten. In 1970 en 1971 won hij met zijn team de titel. Zijn laatste wedstrijd voor Borussia was de finale van de DFB-Pokal. Netzer was al lang uitgegroeid tot een zeer bepalende speler; toch stelde zijn trainer hem in die wedstrijd niet op in de basiself. Toen de trainer hem in de rust wilde laten invallen, weigerde Netzer. Pas toen er na het verstrijken van de reguliere speeltijd, een stand van 1-1 op het bord stond en er verlengd moest worden, besloot Netzer alsnog in te vallen en wisselde zichzelf. Hij maakte de 2-1, wat ook de eindstand werd.
Daarna speelde hij voor Real Madrid, waar hij nog twee landstitels en twee bekers zou winnen. Weer daarna speelde hij nog een jaar voor Grasshoppers, zijn laatste seizoen als speler.
Voor het West-Duitse elftal speelde hij 37 interlands. Op het EK 1972, dat door West-Duitsland gewonnen werd, speelde hij een belangrijke rol. Voor het WK 1974, dat ook door West-Duitsland gewonnen werd, zat Netzer weer bij de selectie. Hij speelde echter slechts 21 minuten, in de verloren groepswedstrijd tegen de DDR.
Netzer wordt gezien als een van de beste middenvelders van zijn generatie. Bij Borussia was hij de onbetwiste leider en kreeg hij veel vrijheid, zowel op het veld als buiten het veld. Hij was een flamboyant figuur en werd regelmatig gezien in het uitgaansleven. Hierdoor werd hij weleens als lui en 'lastig' gezien; volgens velen heeft dit hem een aanzienlijk aantal interlands gekost. Daarbij speelde echter ook een rol dat de toenmalige  Kapitän van Die Mannschaft, Franz Beckenbauer, een voorkeur had voor Wolfgang Overath, op de positie van Netzer.
Van 1978 tot 1986 was Netzer algemeen directeur van Hamburger SV. Hij haalde Ernst Happel als trainer. Onder zijn leiding werd HSV driemaal landskampioen in 1979, 1982 en 1983. In 1983 won HSV ook de Europacup I door in de finale van Juventus te winnen.
Netzer was dertien jaar voetbalanalist bij de Duitse zender ARD. Hij is een liefhebber van verzorgd, aanvallend voetbal en als zodanig fan van de speelstijl van het Nederlands elftal. Tijdens het WK 2006 was de liefde tijdelijk wat bekoeld, maar nadat het Nederlands elftal op het EK 2008 zowel Italië als Frankrijk met ruime cijfers had verslagen, zei hij over het elftal: "Es sind wieder meine Holländer". Na het WK 2010 in Zuid-Afrika deelde hij mee te stoppen als analist bij de Duitse zender.
Voetbalfilosoof en zakenman Netzer heeft tegenwoordig een Zwitsers paspoort. Hij leeft in de omgeving van Zürich.

## Erelijst
Als speler
 Borussia Mönchengladbach
- Bundesliga: 1969/70, 1970/71
- DFB-Pokal: 1972/73

 Real Madrid
- La Liga: 1974/75, 1975/76
- Copa del Generalísimo: 1973/74, 1974/75

 West-Duitsland
- EK: 1972
- WK: 1974

Individueel als speler
- kicker Bundesliga Ploeg van het Seizoen: 1965/66, 1966/67, 1967/68, 1968/69, 1969/70, 1970/71, 1971/72
- Tor des Jahres: 1971, 1972
- Fußballer des Jahres: 1972, 1973
- EK Team van het Toernooi: 1972
- Ballon d'Or: tweede in 1972
- World Soccer: The 100 Greatest Footballers of All Time (plek 75)
- Lid Hall of Fame des deutschen Sports

Als algemeen directeur
 Hamburger SV
- Bundesliga: 1978/79, 1981/82, 1982/83
- Europacup I: 1982/83

1 Maier ·
2 Höttges ·
3 Breitner ·
4 Schwarzenbeck ·
5 Beckenbauer  ·
6 Wimmer ·
7 Grabowski ·
8 Hoeneß ·
9 Heynckes ·
10 Netzer ·
11 E. Kremers ·
13 Müller ·
14 Vogts ·
15 Bonhof ·
16 Bella ·
17 Löhr ·
18 Köppel ·
22 Kleff ·
Coach: Schön
1 Maier ·
2 Vogts ·
3 Breitner ·
4 Schwarzenbeck ·
5 Beckenbauer  ·
6 Höttges ·
7 Wimmer ·
8 Cullman ·
9 Grabowski ·
10 Netzer ·
11 Heynckes ·
12 Overath ·
13 Müller ·
14 Hoeneß ·
15 Flohe ·
16 Bonhof ·
17 Hölzenbein ·
18 Herzog ·
19 Kapellmann ·
20 Kremers ·
21 Nigbur ·
22 Kleff ·
Coach: Schön